# J. Lee Thompson
John Lee Thompson (Bristol, Inglaterra; 1 de agosto de 1914-Sooke, Canadá; 30 de agosto de 2002), más conocido como J. Lee Thompson, fue un director de cine inglés, activo en Inglaterra y Hollywood.

## Biografía
Thompson nació en Bristol, Inglaterra en el seno de una familia dedicada al teatro. Tras estudiar en el Dover College, apareció brevemente en el escenario y escribió obras policíacas en su tiempo libre. Atrajo por primera vez la atención de la crítica cuando su obra Double Error fue llevada a los escenarios en el West End londinense en 1935, lo que hizo que fuera contratado como guionista por British International Pictures (BIP), que había adquirido los derechos cinematográficos de la obra. Durante esa primera etapa en la BIP, Thompson hizo su única aparición como actor en Midshipman Easy (1935), de Carol Reed, y trabajaó como asesor de diálogos para Jamaica Inn (1939) de Alfred Hitchcock.
Se unió a la Segunda Guerra Mundial como un artillero trasero y operador de radio para la Royal Air Force. Acabaría volviendo a sus labores de guionista en la Associated British Picture Corporation, una sucesora de la BIP, en 1950: ese mismo año le llegaría su primera oportunidad de dirigir con la película Murder Without Crime.

## Películas británicas
Murder Without Crime fue la más ignorada en lanzamiento. La primera película exitosa de Thompson era una que él dirigió y que coescribió, The Yellow Balloon (lanzada en 1953), la historia de un niño que es chantajeado en la ayuda de un criminal después de accidentalmente causar la muerte de su amigo. The Weak and the Wicked (1954), retrata la vida de las mujeres en la cárcel y se basa en las memorias de Joan Henry, quien se convirtió en primera mujer de Thompson.
Thompson ganó una reputación en Gran Bretaña para los dramas sociales valientes además de comedias y de musicales ocasionales. También fue conocido por colaborar con los mejores actores británicos. Después de las comedias For Better, For Worse (1954) protagonizada por Dirk Bogarde, As Long as They're Happy (1955), y An Alligator Named Daisy (1955), él volvió al tema de prisioneras en Yield to the Night (1956), un poderoso cuento anti-pena capital con Diana Dors. A finales de la década de 1950 continuaron las obras ultrarrealistas de Thompson, centrándose en las situaciones difíciles del ciudadano británico promedio. Woman in a Dressing Gown (1957), con Yvonne Mitchell, Anthony Quayle, y Sylvia Syms, trata del derrumbamiento de un matrimonio de 20 años. The Good Companions (1957) da una severa, vista semimusical del mundo teatral.
El periodio más duro de Thompson de películas británicas era indudablemente 1958-60, durante el cual hizo Ice-Cold in Alex (1958), North West Frontier (1959), No Trees in the Street (1959), Tiger Bay (1959)  y I Aim at the Stars t.c.c Wernher von Braun (1960). Ice-Cold in Alex, la historia de una unidad del ejército británica de rastreo a través de África del Norte en la Segunda Guerra Mundial, fue un gran éxito con John Mills, Sylvia Syms, Anthony Quayle, y Harry Andrews; ganó tres premios BAFTA, incluyendo Mejor película británica. Hayley Mills ganó un BAFTA por Recién Llegado Más Prometedor en Tiger Bay, retratando a una muchacha de 12 años que rechaza traicionar a un marinero acusado de asesinato. Thompson salto a la fama internacional con The Guns of Navarone (1961) como un reemplazo de última hora para el director Alexander Mackendrick.
Su actitud de tomar y cambiar durante esta producción le ganó el apodo "Ratón Poderoso" del actor principal Gregory Peck. The Guns of Navarone, una épica Segunda Guerra Mundial filmada en sobre Rodas, Grecia, fue nominada para siete Premios de la Academia incluyendo Mejor Director para Thompson.
El éxito de la película le ganó su entrada en Hollywood, donde dirigió Cape Fear (1962), un thriller psicológico con Gregory Peck, Robert Mitchum, Polly Bergen, y Lori Martin. Basada en una novela titulada The Executioners de John D. MacDonald, Cape Fear audazmente muestra cómo un delincuente sexual puede manipular el sistema de justicia y aterrorizar a toda una familia. Muy controvertida en su tiempo, la película fue cortada fuertemente tanto en los Estados Unidos como en Gran Bretaña.

## Filmografía
- Murder Without Crime (1950)
- The Yellow Balloon (1953)
- For Better, for Worse (1954)
- The Weak and the Wicked (1954)
- As Long as They're Happy (1955)
- An Alligator Named Daisy (1955)
- Yield to the Night (1956)
- The Good Companions (1957)
- Woman in a Dressing Gown (1957)
- Ice-Cold in Alex (1958)
- North West Frontier (1959)
- No Trees in the Street (1959)
- Tiger Bay (1959)
- I Aim at the Stars (1960)
- Los cañones de Navarone (The Guns of Navarone, 1961)
- Cape Fear (1962)
- Taras Bulba (1962)
- Kings of the Sun (1963)
- What a Way to Go! (1964)
- John Goldfarb, Please Come Home (1965)
- Return from the Ashes (1965)
- Eye of the Devil (1967)
- El oro de Mackenna (Mackenna's Gold, 1969)
- Before Winter Comes (1969)
- The Chairman (1969)
- Country Dance (1970)
- Conquest of the Planet of the Apes (1972)
- A Great American Tragedy (1972) (TV)
- Battle for the Planet of the Apes (1973)
- Huckleberry Finn (1974)
- The Reincarnation of Peter Proud (1975)
- The Blue Knight (1975) (TV)
- Widow (1976) (TV)
- St. Ives (1976)
- El desafío del búfalo blanco (The White Buffalo, 1977)
- The Greek Tycoon (1978)
- The Passage (1979)
- Caboblanco (1980)
- Happy Birthday to Me (1981)
- Code Red (1981) (TV)
- 10 to Midnight (1983)
- The Evil That Men Do (1984)
- The Ambassador (1984)
- King Solomon's Mines (1985)
- La ley de Murphy (1986)
- Firewalker (1986)
- Death Wish 4: The Crackdown (1987)
- Messenger of Death (1988)
- Kinjite: Forbidden Subjects (1989)

## Premios y distinciones
Premios Óscar
| Año  | Categoría      | Película                | Resultado |
| ---- | -------------- | ----------------------- | --------- |
| 1962 | Mejor director | Los cañones de Navarone | Nominado  |

Festival Internacional de Cine de Berlín
| Año  | Categoría                      | Película                 | Resultado |
| ---- | ------------------------------ | ------------------------ | --------- |
| 1957 | Premio FIPRESCI                | Woman in a Dressing Gown | Ganador   |
| 1957 | Premio OCIC - Mención especial | Woman in a Dressing Gown | Ganador   |
| 1958 | Premio FIPRESCI                | Fugitivos del desierto   | Ganador   |